# Dyskryminacja cenowa
Dyskryminacja cenowa], także różnicowanie cen –  mikroekonomiczna strategia cenowa, w ramach której identyczne lub w dużej mierze podobne towary lub usługi są przedmiotem transakcji po różnych cenach dokonywanych przez tego samego dostawcę na różnych rynkach. 
Dyskryminację cenową odróżnia od zróżnicowania produktów bardziej istotna różnica w kosztach produkcji w przypadku produktów o różnych cenach, których dotyczy ta druga strategia. Zróżnicowanie cen opiera się zasadniczo na zróżnicowaniu gotowości klientów do zapłaty oraz elastyczności ich popytu. Dyskryminacja cenowa opiera się na sile monopolu, udziale w rynku, wyjątkowości produktu, itp. Siła monopolu posiadana przez sprzedawców nie przynosi korzyści konsumentom. Wszystkie ceny objęte dyskryminacją cenową są wyższe od ceny równowagi, która jest ceną jednolitą płaconą przez wszystkich na idealnie konkurencyjnym rynku

## Klasyczna klasyfikacja rodzajów dyskryminacji cenowej
Teoretycznie, na rynku, gdzie podmioty posiadają ten sam, pełny dostęp do informacji, na rynku o doskonałej substytucji i braku kosztów transakcji czy zakazu wtórnej wymiany (lub odsprzedaży) w celu uniknięcia arbitrażu, dyskryminacja cenowa może być jedynie cechą rynków monopolistycznych i oligopolistycznych, na których można korzystać z władzy rynkowej. W przeciwnym razie, w momencie gdy sprzedający próbuje sprzedać ten sam towar po różnych cenach, sprzedający po niższej cenie może zastosować arbitraż, sprzedając konsumentowi towar kupujący po wyższej cenie, ale z niewielkim rabatem. Jednakże heterogeniczność produktów, tarcia na rynku lub wysokie koszty stałe (które sprawiają, że ustalanie cen po kosztach krańcowych jest niemożliwe do utrzymania w dłuższej perspektywie) mogą w pewnym stopniu prowadzić do zróżnicowania cen dla różnych konsumentów, nawet na całkowicie konkurencyjnych rynkach detalicznych lub przemysłowych.
Wpływ dyskryminacji cenowej na efektywność społeczną jest niejasny. Wydajność można zwiększyć, gdy dyskryminacja cenowa jest bardzo skuteczna. Natomiast nawet jeśli produkcja pozostaje stała, dyskryminacja cenowa może zmniejszyć efektywność poprzez niewłaściwy podział produkcji pomiędzy konsumentów.
Dyskryminacja cenowa wymaga poprawnej segmentacji rynku i pewnych środków mających na celu zniechęcenie klientów dyskontowych do stawania się odsprzedawcami, a co za tym idzie, konkurentami. Wiąże się to zazwyczaj z wykorzystaniem jednego lub więcej środków zapobiegających wszelkiej odsprzedaży: utrzymywaniem różnych grup cenowych oddzielnie, utrudnianiem porównywania cen lub ograniczaniem informacji cenowych. Granica ustanowiona przez marketera w celu zachowania odrębności segmentów jest określana mianem bariery cenowej. Dyskryminacja cenowa jest więc bardzo powszechna w usługach, gdzie odsprzedaż nie jest możliwa; przykładem są zniżki dla studentów w muzeach: teoretycznie studenci, ze względu na swoją kondycję jako studenci, mogą uzyskać niższe ceny niż reszta populacji za dany produkt lub usługę, a później nie staną się odsprzedawcami, ponieważ to, co otrzymali, może być przez nich wykorzystane lub skonsumowane. Innym przykładem dyskryminacji cenowej jest własność intelektualna, egzekwowana przez prawo i technologię. Na rynku płyt DVD prawo wymaga, aby odtwarzacze DVD były projektowane i produkowane ze sprzętem lub oprogramowaniem, które zapobiega niedrogiemu kopiowaniu lub odtwarzaniu treści legalnie nabytych w innym miejscu na świecie po niższej cenie. W Stanach Zjednoczonych Digital Millennium Copyright Act zawiera przepisy zakazujące obchodzenia takich urządzeń w celu ochrony zwiększonych zysków monopolistycznych, które posiadacze praw autorskich mogą uzyskać z dyskryminacji cenowej wobec wyższych segmentów rynku.
Dyskryminacja cenowa jest również widoczna w przypadku złagodzenia wymogu identyczności towarów. Na przykład tzw. "produkty premium" mają różnicę w cenie, której nie tłumaczy się kosztami produkcji. Niektórzy ekonomiści twierdzą, że jest to forma dyskryminacji cenowej, która polega na tym, że konsumenci ujawniają swoją gotowość do płacenia.

### Pierwszy stopień
Stosowanie dyskryminacji cenowej pierwszego stopnia (lub doskonałej bądź pierwotnej) wymaga od monopolisty sprzedającego towar lub usługę, znajomości bezwzględnej ceny maksymalnej, którą każdy konsument jest gotów zapłacić. Wtedy sprzedawca jest w stanie sprzedać towar lub usługę każdemu konsumentowi po cenie maksymalnej, jaką jest gotów zapłacić, i w ten sposób przekształcić nadwyżkę konsumenta w dochód, co prowadzi do tego, że jest to najbardziej dochodowa forma dyskryminacji cenowej. Tak więc zysk jest równy sumie nadwyżki konsumenckiej i nadwyżki producenta. Sprzedający wytwarza więcej swoich produktów niż chciałby, aby osiągnąć monopolistyczne zyski bez dyskryminacji cenowej, co oznacza, że nie występuje zbędna strata społeczna.

### Drugi stopień
W przypadku dyskryminacji cenowej drugiego stopnia, cena zmienia się w zależności od ilości nabywanych dóbr. Większe ilości są dostępne po niższej cenie jednostkowej. Jest to szczególnie rozpowszechnione w sprzedaży dla odbiorców przemysłowych, gdzie nabywcy hurtowi korzystają z rabatów w wyniku czego większe ilości są dostępne po niższej cenie jednostkowej.
Oprócz dyskryminacji cenowej drugiego stopnia, sprzedawcy nie są w stanie rozróżnić różnych rodzajów konsumentów. W związku z tym dostawcy będą zachęcać konsumentów do różnicowania się w zależności od preferencji, co odbywa się poprzez "rabaty" ilościowe lub nieliniowe ustalanie cen. Pozwala to dostawcy na ustalenie różnych cen dla różnych grup i przechwycenie większej części całkowitej nadwyżki rynkowej.
W rzeczywistości różne ceny mogą dotyczyć zarówno różnic w jakości produktów, jak i w ilości. Na przykład linie lotnicze często oferują wiele klas miejsc na lotach, takich jak pierwsza klasa i klasa ekonomiczna, przy czym pasażerowie pierwszej klasy otrzymują za bilet wino, piwo i napoje spirytusowe, a pasażerowie klasy ekonomicznej - tylko wodę. Jest to sposób na zróżnicowanie konsumentów w zależności od ich preferencji, a tym samym pozwala liniom lotniczym na wychwycenie większej nadwyżki konsumentów.

### Trzeci stopień
Dyskryminacja cenowa trzeciego stopnia oznacza nakładanie różnych cen na różne grupy konsumentów. Na przykład osoby odwiedzające kino mogą zostać podzielone na dorosłych i dzieci, przy czym niektóre teatry oferują zniżki również studentom i seniorom. Podział rynku na korzystanie z usługi w godzinach szczytu i poza szczytem jest bardzo powszechny i występuje w przypadku dostaw gazu, energii elektrycznej i telefonu, a także członkostwa w siłowni i opłat parkingowych. Niektóre parkingi pobierają niższe opłaty dla klientów "early bird", którzy przyjeżdżają na parking przed upływem określonego czasu.
Niektóre z tych przykładów nie są czystą "dyskryminacją cenową", ponieważ różnica w cenie jest związana z kosztami produkcji: koszt krańcowy zapewnienia energii elektrycznej lub miejsc parkingowych jest bardzo niski poza godzinami szczytu. Zachęcając konsumentów do przestawienia się na korzystanie z energii elektrycznej poza godzinami szczytu, czyni się to w takim samym stopniu, aby zminimalizować koszty, jak i zmaksymalizować przychody.

### Kombinacje
Typy dyskryminacji cenowych nie wykluczają się wzajemnie. W związku z tym firma może np. różnicować ceny w zależności od grupy klientów, a następnie oferować zniżki hurtowe. Przykładem mogą być linie lotnicze stosujące kilka różnych rodzajów dyskryminacji cenowej.

## Współczesna klasyfikacja rodzajów dyskryminacji cenowej
Podział pierwszego/drugiego/trzeciego stopnia dyskryminacji cenowej wynika z nomenklatury przyjętej przez Arthura Pigou w jego dziele pt. „Ekonomika dobrobytu” z 1932. Jednak te kategorie nie wykluczają się wzajemnie ani nie są wyczerpujące. Ivan Png w swoim dziele „Managerial Economics” z 2002 roku sugeruje alternatywną taksonomię:
Kompletna dyskryminacja, w której każdy użytkownik dokonuje zakupu do momentu, w którym korzyść krańcowa użytkownika jest równa kosztowi krańcowemu danego dobra;
Segmentacja bezpośrednia gdzie sprzedający może uzależnić cenę od pewnego atrybutu (np. wieku lub płci), który bezpośrednio dzieli kupujących na segmenty;
Segmentacja pośrednia w przypadku której sprzedający opiera się na pewnym wskaźniku zastępczym (np. wielkość opakowania, ilość użycia, kupon) w celu skonstruowania wyboru, który pośrednio dzieli nabywców.
Zakładana jest hierarchia: kompletna dyskryminacja, bezpośrednia segmentacja, pośrednia segmentacja – ustalana według malejącej rentowności i wymogu informacyjnego. Pełna dyskryminacja cenowa jest najbardziej opłacalna i wymaga od sprzedawcy posiadania jak największej ilości informacji o kupujących. Segmentacja pośrednia jest najmniej rentowna i zakłada, aby sprzedający posiadał jak najmniej informacji o kupujących.

## Wyjaśnienie
Celem dyskryminacji cenowej jest na ogół uchwycenie nadwyżki rynkowej konsumentów. Nadwyżka ta powstaje, ponieważ na rynku, na którym obowiązuje jedna cena, niektórzy klienci (o bardzo niskiej elastyczności cenowej) byliby gotowi zapłacić więcej niż wynosi jednolita cena rynkowa. Dyskryminacja cenowa przenosi część tej nadwyżki z konsumenta na producenta. Jest to sposób na zwiększenie zysku monopolisty. Na doskonale konkurencyjnym rynku producenci osiągają normalny zysk, ale nie zysk zmonopolizowany, więc nie mogą angażować się w dyskryminację cenową.
Można spierać się, że nadwyżka konsumencka nie musi istnieć, na przykład gdy koszty stałe lub korzyści skali oznaczają, że koszt krańcowy zwiększenia liczby konsumentów jest mniejszy niż zysk krańcowy ze sprzedaży większej ilości produktów. Oznacza to, że pobieranie od niektórych konsumentów opłat mniejszych niż równy udział w kosztach może być korzystne. Przykładem może być szybkie łącze internetowe dzielone przez dwóch konsumentów w jednym budynku; jeśli jeden z nich jest skłonny zapłacić mniej niż połowę kosztów, a drugi jest skłonny zapłacić resztę (więcej niż połowę), ale nie jest skłonny ponieść całego kosztu, wówczas dyskryminacja cenowa może umożliwić dokonanie transakcji. Będzie to jednak kosztowało konsumentów tyle samo lub więcej, niż gdyby połączyli oni swoje pieniądze, aby zapłacić cenę niedyskryminującą. Jeżeli za konsumenta uważa się budynek, to nadwyżka konsumencka trafia do mieszkańców.
Z matematycznego punktu widzenia można udowodnić, że firma stojąca w obliczu spadkowej, wypukłej krzywej popytu, zawsze uzyska wyższe przychody w ramach dyskryminacji cenowej niż w ramach jednej strategii cenowej. Można to również wykazać w sposób geometryczny.
Na górnym wykresie, cena (P) jest dostępna dla wszystkich klientów. Wielkość przychodów jest reprezentowana przez obszar PAQO. Nadwyżka konsumpcyjna jest obszarem powyżej P, ale poniżej krzywej popytu D.
Przy dyskryminacji cenowej (dolny wykres) krzywa popytu jest podzielona na dwa segmenty (D1 i D2). Wyższa cena (P1) pobierana jest od segmentu niskiej elastyczności, a niższa (P2) od segmentu wysokiej elastyczności. Całkowity przychód z pierwszego segmentu jest równy obszarowi P1BQ1O. Całkowite przychody z drugiego segmentu są równe dla obszaru ECQ2Q1. Suma tych obszarów będzie zawsze większa niż obszar bez dyskryminacji, zakładając, że krzywa popytu przypomina hiperbolę o jednostkowej elastyczności. Im więcej cen jest wprowadzanych, tym większa jest suma obszarów dochodowych, a także tym większa jest nadwyżka konsumpcyjna, którą uzyskuje producent.
Należy zauważyć, że powyższa sytuacja wymaga zarówno dyskryminacji cenowej pierwszego, jak i drugiego stopnia:
Segment D1 odpowiada częściowo innym osobom niż D2, częściowo tym samym osobom, które chcą kupić więcej, jeśli produkt jest tańszy.
Ważne jest, aby osoba dyskryminująca cenowo określiła optymalne ceny w każdym segmencie rynku. Dokonuje się tego na kolejnym wykresie, gdzie każdy segment jest traktowany jako odrębny rynek z własną krzywą popytu. Jak zwykle, produkcja maksymalizująca zysk (Q) jest określane przez przecięcie się krzywej kosztów krańcowych (MC) z krzywą przychodów krańcowych dla całego rynku (MR).
Firma decyduje o tym, jaką ilość całkowitej produkcji sprzedać na każdym rynku, patrząc na przecięcie kosztu krańcowego z przychodami krańcowymi (maksymalizacja zysku). Produkcja ta jest następnie dzielona między dwa rynki, na równym poziomie przychodów krańcowych. W związku z tym, optymalną produkcją są Qa i Qb. Na podstawie krzywej popytu na każdym rynku możemy określić ceny maksymalizacji zysku Pa i Pb.
Należy również zauważyć, że przychody krańcowe na obu rynkach na optymalnym poziomie produkcji muszą być równe, w przeciwnym razie firma mogłaby skorzystać na przeniesieniu produkcji na ten rynek, który oferuje wyższe przychody krańcowe.
Biorąc pod uwagę, że rynek 1 charakteryzuje się elastycznością cenową popytu E1, a rynek 2 E2, optymalna racjonalizacja cen na rynku 1 w porównaniu z rynkiem 2 wynosi
{\displaystyle P1/P2=(1+1/E2)/(1+1/E1)}
Należy zauważyć, że cena na doskonale konkurencyjnym rynku będzie zawsze niższa niż jakakolwiek cena w przypadku dyskryminacji cenowej (w tym w szczególnych przypadkach, takich jak powyższy przykład połączenia internetowego, przy założeniu, że idealnie konkurencyjny rynek pozwala konsumentom na połączenie swoich zasobów). Na rynku, na którym panuje doskonała konkurencja, dyskryminacja cenowa nie jest możliwa, a krzywa średnich kosztów całkowitych (ATC) będzie identyczna z krzywą kosztów krańcowych (MC). Cena będzie stanowić przecięcie tej krzywej ATC/MC z linią popytu (D). W ten sposób konsument kupuje produkt po najtańszej cenie, po której każdy producent może wyprodukować dowolną ilość.
Dyskryminacja cenowa jest znakiem, że rynek jest niedoskonały, sprzedawca ma pewną monopolistyczną władzę, a ceny i zyski sprzedawcy są wyższe niż byłyby na rynku całkowicie konkurencyjnym.

## Przykłady
W Stanach Zjednoczonych w niektórych sytuacjach dyskryminacja cenowa jest nielegalna na mocy ustawy Robinsona-Patmana z 1936 roku.